# Liste der Gebietsänderungen in Sachsen 1997
Die Liste der Gebietsänderungen in Sachsen 1997 enthält Änderungen an Gemeindegebieten des Freistaats Sachsen in der Zeit vom 1. Januar 1997 bis zum 31. Dezember 1997. Dazu zählen unter anderem Zusammenschlüsse und Trennungen von Gemeinden, Eingliederungen von Gemeinden in eine andere, Änderungen des Gemeindenamens und Umgliederungen von Teilen einer Gemeinde in eine andere.

In Sachsen kam es im Jahr 1997 zu 45 Gemeindegebietsänderungen, davon 25 Eingliederungen, 15 Umgliederungen, drei Namensänderungen sowie zwei Zusammenschlüsse von Gemeinden bzw. Kreisen. In 33 der 45 Fälle besteht die Gemeinde nach Änderung noch, die anderen wurden durch spätere Gebietsänderungen aufgelöst.

## Legende
- Datum: juristisches Wirkungsdatum der Gebietsänderung
- Gemeinde vor der Änderung: Gemeinde vor der Gebietsänderung
- Gebietsänderung: Art der Gebietsänderung
- Gemeinde nach der Änderung: Gemeinde nach der Gebietsänderung
- Landkreis: Landkreis der Gemeinde nach der Gebietsänderung
- OT: Ortsteil

Die Sortierung erfolgt chronologisch: Datum, kreisfreie Städte, Landkreise, aufnehmende oder neu gebildete Gemeinde. Heute noch bestehende Gemeinden sind farbig unterlegt.

## Liste der Gebietsänderungen
| Datum      | Gemeinde vor Änderung | Gebietsänderung    | Gemeinde nach Änderung | Landkreis                           |
| ---------- | --- | ------------------ | ---------------------- | ----------------------------------- |
| 01.01.1997 | Hammerunterwiesenthal Ortsteil Hammerunterwiesenthal | Umgliederung nach  | Oberwiesenthal         | Annaberg                            |
| 01.01.1997 | Hammerunterwiesenthal Ortsteil Niederschlag | Umgliederung nach  | Bärenstein             | Annaberg                            |
| 01.01.1997 | Breitenau mit Hetzdorf, Lößnitztal | Eingliederung nach | Oederan                | Freiberg                            |
| 01.01.1997 | Bräunsdorf-Langhennersdorf 21,09 Hektar | Umgliederung nach  | Großschirma            | Freiberg                            |
| 01.01.1997 | Bräunsdorf-Langhennersdorf übriges Gemeindegebiet | Umgliederung nach  | Oberschöna             | Freiberg                            |
| 01.01.1997 | Oberschöna 33,4 Hektar mit 60 Einwohnern | Umgliederung nach  | Freiberg               | Freiberg                            |
| 01.01.1997 | Weißenborn/Erzgeb. 5,39 Hektar mit 11 Einwohnern | Umgliederung nach  | Freiberg               | Freiberg                            |
| 01.01.1997 | Freiberg 0,19 Hektar | Umgliederung nach  | Weißenborn/Erzgeb.     | Freiberg                            |
| 01.01.1997 | Kleinolbersdorf-Altenhain mit Altenhain, Kleinolbersdorf, Siedlung Ruhebank | Eingliederung nach | Chemnitz               | –                                   |
| 01.01.1997 | Einsiedel mit Berbisdorf | Eingliederung nach | Chemnitz               | –                                   |
| 01.01.1997 | Klaffenbach | Eingliederung nach | Chemnitz               | –                                   |
| 01.01.1997 | Ebersbrunn mit Hüttelsgrün | Eingliederung nach | Lichtentanne           | Zwickauer Land                      |
| 01.01.1997 | Langenhessen | Eingliederung nach | Werdau                 | Zwickauer Land                      |
| 01.01.1997 | Saupersdorf | Eingliederung nach | Kirchberg              | Zwickauer Land                      |
| 01.01.1997 | Stangengrün | Eingliederung nach | Kirchberg              | Zwickauer Land                      |
| 01.01.1997 | Altfranken | Eingliederung nach | Dresden                | –                                   |
| 01.01.1997 | Adelsdorf | Eingliederung nach | Lampertswalde          | Riesa-Großenhain                    |
| 01.01.1997 | Börnersdorf-Breitenau mit Börnersdorf, Breitenau, Hennersbach | Eingliederung nach | Bad Gottleuba          | Sächsische Schweiz                  |
| 01.01.1997 | Großgrabe | Eingliederung nach | Bernsdorf              | Kamenz                              |
| 01.01.1997 | Kospa-Pressen mit Behlitz, Kospa, Pressen, Zschettgau | Eingliederung nach | Eilenburg              | Delitzsch                           |
| 01.01.1997 | Priester mit Kupsal | Eingliederung nach | Krostitz               | Delitzsch                           |
| 01.01.1997 | Schenkenberg mit Rödgen, Storkwitz | Eingliederung nach | Delitzsch              | Delitzsch                           |
| 01.01.1997 | Spröda mit Poßdorf | Eingliederung nach | Delitzsch              | Delitzsch                           |
| 01.01.1997 | Benndorf mit Am Harthsee, Bubendorf | Eingliederung nach | Frohburg               | Leipziger Land                      |
| 01.01.1997 | Dreiskau-Muckern | Eingliederung nach | Großpösna              | Leipziger Land                      |
| 01.01.1997 | Frankenheim mit Lindennaundorf | Eingliederung nach | Markranstädt           | Leipziger Land                      |
| 01.01.1997 | Großpösna 33,67 Hektar | Umgliederung nach  | Fuchshain              | Leipziger Land                      |
| 01.01.1997 | Fuchshain 31,9 Hektar mit 2 Einwohnern | Umgliederung nach  | Großpösna              | Leipziger Land                      |
| 01.01.1997 | Borna mit Bornitz, Ganzig, Kleinragewitz, Schönnewitz, Wagewitz, Zaußwitz, Liebschützberg mit Clanzschwitz, Gaunitz, Klötitz, Laas, Leckwitz, Leisnitz, Liebschütz, Sahlassan, Terpitz, Wellerswalde | Zusammenschluss zu | Liebschützberg         | Torgau-Oschatz                      |
| 01.03.1997 | Landkreis Meißen-Radebeul | Namensänderung zu  | Landkreis Meißen       | –                                   |
| 01.03.1997 | Klipphausen 49,32 Hektar | Umgliederung nach  | Wilsdruff              | Meißen                              |
| 01.03.1997 | Wilsdruff 8 Einwohner | Umgliederung nach  | Klipphausen            | Meißen                              |
| 01.03.1997 | Elstra 25,1 Hektar mit 8 Einwohnern | Umgliederung nach  | Ohorn                  | Kamenz                              |
| 01.03.1997 | Brand-Erbisdorf 0,9 Hektar | Umgliederung nach  | Freiberg               | Freiberg                            |
| 01.04.1997 | Carlsfeld mit Weiterglashütte | Eingliederung nach | Eibenstock             | Aue-Schwarzenberg                   |
| 01.04.1997 | Ruppertsgrün 1,29 Hektar | Umgliederung nach  | Neumark                | Vogtlandkreis                       |
| 01.04.1997 | Dornreichenbach | Eingliederung nach | Falkenhain             | Muldentalkreis                      |
| 01.04.1997 | Kühnitzsch mit Körlitz | Eingliederung nach | Falkenhain             | Muldentalkreis                      |
| 01.05.1997 | Aue 4,1 Hektar | Umgliederung nach  | Lauter/Sa.             | Aue-Schwarzenberg                   |
| 01.05.1997 | Lauter/Sa. 5,32 Hektar | Umgliederung nach  | Aue                    | Aue-Schwarzenberg                   |
| 18.06.1997 | Weißwasser | Namensänderung zu  | Weißwasser/O.L.        | Niederschlesischer Oberlausitzkreis |
| 01.07.1997 | Gornau/Erzgeb. 12,36 Hektar mit 8 Einwohnern | Umgliederung nach  | Hennersdorf            | Mittlerer Erzgebirgskreis           |
| 01.07.1997 | Gornau/Erzgeb. 2,55 Hektar | Umgliederung nach  | Waldkirchen/Erzgeb.    | Mittlerer Erzgebirgskreis           |
| 01.07.1997 | Waldkirchen/Erzgeb. 3,11 Hektar | Umgliederung nach  | Gornau/Erzgeb.         | Mittlerer Erzgebirgskreis           |
| 01.07.1997 | Cossebaude mit Gohlis, Niederwartha, Oberwartha | Eingliederung nach | Dresden                | –                                   |
| 01.07.1997 | Großdeuben | Eingliederung nach | Böhlen                 | Leipziger Land                      |
| 01.07.1997 | Seehausen mit Göbschelwitz, Gottscheina, Hohenheida | Eingliederung nach | Leipzig                | –                                   |
| 01.07.1997 | Thräna mit Blumroda, Wyhratal mit Neukirchen, Raupenhain, Wyhra, Zedtlitz | Zusammenschluss zu | Wyhratal               | Leipziger Land                      |
| 01.09.1997 | Radebeul 2,35 Hektar mit 12 Einwohnern | Umgliederung nach  | Reichenberg            | Meißen                              |
| 01.09.1997 | Reichenberg 8,77 Hektar | Umgliederung nach  | Radebeul               | Meißen                              |
| 01.10.1997 | Schönheide 0,54 Hektar | Umgliederung nach  | Auerbach/Vogtl.        | Vogtlandkreis                       |
| 01.10.1997 | Borna 24,6 Hektar | Umgliederung nach  | Eulatal                | Leipziger Land                      |
| 01.10.1997 | Eulatal 29,1 Hektar | Umgliederung nach  | Borna                  | Leipziger Land                      |
| 06.11.1997 | Ebersbach | Namensänderung zu  | Ebersbach/Sa.          | Löbau-Zittau                        |

## Quelle
- Statistisches Landesamt Sachsen: Gebietsänderungen ab 1. Januar 1996 bis 31. Dezember 1998 (XLSX-Datei; 40 kB)